# Campionato mondiale cadetti di scherma 1994
Il Campionato mondiale cadetti di scherma del 1994 ("1994 World Cadets Fencing Championships") è stato organizzato dalla Federazione internazionale della scherma e si è svolto a Città del Messico in Messico dal 27 al 28 marzo.
Nel fioretto, si sono aggiudicati i titoli del campionato mondiale il francese Benoit Balmont, che ha battuto in finale l'elvetico Pascal Dulex, e la polacca Anna Rybicka che ha avuto la meglio sulla russa Natalia Davidova.
Nella spada il francese Sebastien Menant ha battuto in finale il magiaro Balázs Horváth, ottenendo il titolo mondiale cadetti maschile, mentre tra le donne la tedesca Barbara Kasperska ha superato la polacca Renata Dejewska.
Nella sciabola il magiaro Andras Decsi prevale sul francese Filippo Vergne.

## Podi

### Uomini
| Specialità  | Oro              | Argento        | Bronzo                         |
| Individuali |                  |                |                                |
| Fioretto    | Benoit Balmont   | Pascal Dulex   | Lorenzo Mammi Marco Ramacci    |
| Spada       | Sebastien Menant | Balázs Horváth | Gabor Boczko Tobias Link       |
| Sciabola    | Andras Decsi     | Filippo Vergne | Terrence Lasker Maciej Tomczak |

### Donne
| Specialità  | Oro               | Argento          | Bronzo                        |
| Individuali |                   |                  |                               |
| Fioretto    | Anna Rybicka      | Natalia Davidova | Martina Gutermuth Rita König  |
| Spada       | Barbara Kasperska | Renata Dejewska  | Sara Cometti Tatiana Logunova |

## Medagliere
| Pos.   | Nazione     | Oro | Argento | Bronzo | Totale |
| ------ | ----------- | --- | ------- | ------ | ------ |
| 1      | Francia     | 2   | 1       | 0      | 3      |
| 2      | Ungheria    | 1   | 1       | 1      | 3      |
| 2      | Polonia     | 1   | 1       | 1      | 3      |
| 4      | Germania    | 1   | 0       | 3      | 4      |
| 5      | Russia      | 0   | 1       | 1      | 2      |
| 6      | Svizzera    | 0   | 1       | 0      | 1      |
| 7      | Italia      | 0   | 0       | 3      | 3      |
| 8      | Stati Uniti | 0   | 0       | 1      | 1      |
| Totale | Totale      | 5   | 5       | 10     | 20     |